# Iwan Kolesnytschenko
Iwan Sasonowytsch Kolesnytschenko (ukrainisch Іван Сазонович Колесниченко, russisch Иван Сазонович Колесниченко, Iwan Sasonowitsch Kolesnitschenko wissenschaftliche Transliteration Ivan Sazonovič Kolesničenko) (* 6. Märzjul. / 19. März 1907greg. in Hlybotschok (heute Oblast Winnyzja, Ukraine); † 13. August 1984 in Moskau) war ein ukrainischer Gardegeneralmajor der Sowjetunion und Verwaltungschef der Sowjetischen Militäradministration (SMA) Thüringens mit Sitz in Weimar.

## Leben
Kolesnitschenko besuchte eine Landwirtschaftsschule und absolvierte ein Studium. 1922 trat er in den Komsomol ein und 1926 in die Kommunistische Partei der Sowjetunion (KPdSU). Nach einem Dienst bei den Luftstreitkräften wurde er 1932 Berufsoffizier. Von 1941 bis 1945 war er Mitglied des Kriegsrats der 63. Armee, später Angehöriger der 3. Gardearmee, mit der er gegen Kriegsende Prag erreichte.

## Wirken in der SBZ
Am 9. Juli 1945 wurde auf Befehl der SMAD General Kolesnitschenko als Verwaltungschef in Thüringen eingesetzt.
Von Anbeginn zeigte sich Kolesnitschenko aufgeschlossen gegenüber deutschen Wünschen nach der Wiederherstellung der wissenschaftlichen Forschung und dem Schutz des kulturellen Erbes in Thüringen. So ging auf seine Entschlussfreudigkeit die baldige bauliche Wiederherstellung der klassischen Gedenkstätten in Jena und Weimar zurück.
Insbesondere fand Kolesnitschenkos Wirken Widerhall bei deutschen Bürgern bis in die Reihen der SED, als er sich gegen die willkürliche Verhaftung von Menschen und ihr unkontrollierbares Verschwinden aussprach. Der Historiker Ludwig Elm zitiert aus einer Denkschrift Kolesnitschenkos aus dem November 1947. Darin stellt er fest,
„… dass man sowohl in der breiten Masse der Deutschen als auch im fortschrittlichen Teil der deutschen Bevölkerung das Vorgehen unserer Sicherheitsorgane missbilligt; ganz zu schweigen davon, dass diese Methoden der antisowjetischen Propaganda sowohl in unserer Zone als auch im übrigen Deutschland Nahrung geben“.
Am 12. November 1949 endete die administrative Tätigkeit Kolesnitschenkos, und seither war er bis zur formellen Entlassung der späteren DDR aus der sowjetischen Besatzungshoheit der Vorsitzende der sowjetischen Kontrollkommission für die Regierung Thüringens bzw. die danach bestehende Territorialverwaltung der drei neugebildeten Bezirke Erfurt, Gera und Suhl.

## Veröffentlichungen
- Im gemeinsamen Kampf für das antifaschistische Deutschland festigte sich unsere Freundschaft, = Beiträge zur Geschichte Thüringens, Erfurt 1985
- Der Neubeginn der Friedrich-Schiller-Universität Jena nah dem Zweiten Weltkrieg, in: Rektor der Friedrich-Schiller-Universität Jena (Hrsg.): Neubeginn. Die Hilfe der Sowjetunion bei der Neueröffnung der Friedrich-Schiller-Universität Jena (=Jenaer Reden und Schriften 1977), Jena 1977, S. 9–26.
- Битва после войны, Москва 1987 (Schlacht nach dem Kriege, Moskau 1987)

## Ehrungen
- Ehrenbürgerschaft von Weimar, verliehen am 12. April 1965
- Ehrenbürgerschaft von Jena, verliehen am 7. Oktober 1969